# Paul von Hase

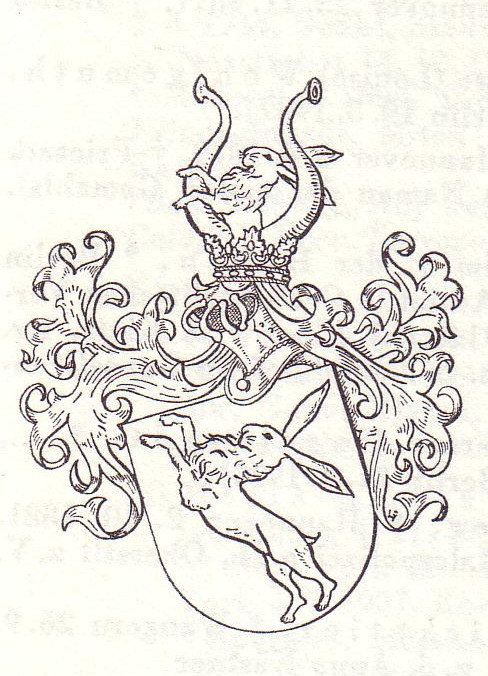
Escudo familiar.

Karl Paul Immanuel von Hase (24 de julio de 1885 - 8 de agosto de 1944) fue un militar alemán de carrera y uno de los miembros de la Resistencia alemana al nazismo.

## Trayectoria
Hijo del médico de la corte Paul Erwin von Hase (1840-1918) y Friederike Sperber (1849-1943), era nieto del predicador e historiador protestante Karl von Hase (1800-1890). Era bisnieto de Gottfried Christoph Härtel (cofundador de la compañía Breitkopf & Härtel).
Nació en Hanover. Militar de carrera se desempeñó en la Wehrmacht donde fue comandante de batallón entre 1933 y 1940, participando en la invasión de Polonia.
Se casó el 14 de diciembre de 1921 en Neustrelitz con Margarethe Baronesse von Funck (*1898-1968), hija del capitán Carl Barón von Funck y Ella Kassack.
A partir de 1938 comenzó a conspirar junto a Wilhelm Canaris, Hans Oster, Erwin von Witzleben, Franz Halder y Erich Hoepner. 
Estaba emparentado con el famoso pastor luterano Dietrich Bonhoeffer (cuya madre Paula von Hase, hija de Klara von Hase, condesa Kalckreuth y casada con el doctor Karl Bonhoeffer, era su prima hermana) que fue parte de la conspiración y fue también ejecutado.
Después del fallido complot del 20 de julio de 1944 fue arrestado por la Gestapo en una emboscada mientras cenaba con Joseph Goebbels.
En el juicio del Tribunal del Pueblo (Volksgerichtshof) el 8 de agosto de 1944 fue condenado por el juez Roland Freisler a ser ahorcado ese mismo día en la prisión de Plötzensee en Berlín.